# Vicenç Brugat i Giribau
Vicenç Brugat i Girbau (Sabadell, 22 de novembre de 1947) és un nedador i waterpolista català. Va participar en els Jocs Olímpics de Mèxic el 1968. Va jugar també 8 vegades de porter a la selecció espanyola de waterpolo.